# Sinfonia n. 2 (Čajkovskij)
La Sinfonia n. 2 in do minore, op. 17, Piccola russa (in russo Малороссийская) fu composta da Pëtr Il'ič Čajkovskij nel 1873, per essere poi revisionata tra il 1879 e il 1880.  

## Storia della composizione
Čajkovskij compose la sua seconda sinfonia nell'estate del 1872 a Kamjanka, in Ucraina, dov'era in vacanza con la famiglia della sorella Aleksandra. Nell'opera sono presenti tre temi tratti da canzoni popolari ucraine; per questo motivo Nikolaj Kaškin, famoso critico moscovita dell'epoca e uno dei migliori amici del compositore, la soprannominò Piccola russa, epiteto che poi è rimasto. L'Ucraina infatti era denominata Piccola Russia. La prima esecuzione dell'opera, che ebbe luogo a Mosca il 7 febbraio 1873 sotto la direzione di Nikolaj Rubinštejn, ebbe subito il plauso del pubblico e della critica. Si sa che Čajkovskij aveva l'abitudine e la passione di rivedere, ampliare, tagliare o eliminare del tutto parti delle proprie composizioni. Anche a questa sinfonia toccò la stessa sorte: nonostante il successo con cui era stata accolta, l'opera non soddisfaceva completamente il compositore, che tra il 1879 ed il 1880 ne operò la revisione, la cui prima esecuzione ebbe luogo a San Pietroburgo il 12 febbraio 1881. La seconda versione è oggi quella che viene comunemente eseguita, anche se alcuni critici e musicisti, tra cui l'allievo di Čajkovskij Sergej Taneev, ritenevano migliore la versione originale.

## Struttura della composizione
La seconda sinfonia, della durata media di trentacinque minuti, si compone come di consueto di quattro movimenti.
- I movimento, Andante sostenuto - Allegro vivo. Nella parte iniziale un corno solista suona una variante ucraina del tema Lungo la Madre Volga; il tema è poi ripreso nello sviluppo ed è ripetuto nella ripresa.
- II movimento, Andantino marziale, quasi moderato. Il brano era in origine una marcia nuziale composta per l'opera mai pubblicata Undina. Nella parte centrale del movimento è citato il tema popolare Fila, o mia filatrice.
- III movimento, Scherzo. Allegro molto vivace. Il pezzo non cita testualmente nessun tema popolare specifico, ma ne ha l'apparenza e le caratteristiche.
- IV movimento, Finale. Moderato assai - Allegro vivo. Dopo una breve fanfara, viene citato il tema popolare ucraino La gru, sviluppandolo in una serie di variazioni sempre più complesse. Un tema più lirico fa da contrasto prima della conclusione in do maggiore.